# Hegels logik
 Der er for få eller ingen kildehenvisninger i denne artikel, hvilket er et problem. Du kan hjælpe ved at angive troværdige kilder til de påstande, som fremføres i artiklen.

Hegels logik er det logiske system, som filosoffen Georg Wilhelm Friedrich Hegel opbyggede i løbet af sin levetid, hvor han har givet en samlet fremstilling af det i bøgerne Logikkens videnskab samt Encyklopædien.
Logikkens videnskab er inddelt i tre hovedkapitler – Første kapitel er en fremstilling af Væren (Sein), anden kapitel er en fremstilling af Væsen (Wesen) og det sidste er slutteligt om Begrebet (Begriff). Han mente, at de tre grundbegreber – Væren, Væsen og Begrebet – er logikkens vej til den absolutte sandhed.
Logikken har været meget misforstået gennem filosofiens historie. En af grundene til dette er, at man tildeler Hegels påstande udelukkende en begrebslogisk værdi, hvorimod Hegel taler om hvad man i al almindelighed forstår som ontologi, og langt mere end blot Begrebet som det forstås i daglig tale. Dette er vigtigt at notere sig, når man giver sig i kast med hans tanker.

## Indledning
I logikken forudsætter Hegel det "videnskabelige synspunkt" opnået i Åndens fænomenologi. Han havde vist, at de logiske bestemmelser (kategorier), som i den klassiske metafysik, hverken kan forstås som rene bestemmelser af en Subjekt-uafhængig virkelighed, eller som rene bestemmelser af Subjektet, som i Kants filosofi. De skal snarere forstås ud fra Subjektets og Objektets enhed.
Logikkens opgave er at præsentere ren Tænkning i dens specifikke betydning. Samtidig har de logiske bestemmelser en ontologisk karakter hos Hegel: De skal ikke blot forstås som indhold af Bevidstheden, men også som "verdens indre". 
Hegel påtager sig opgaven at foretage en systematisk udledning af kategorierne og at forklare deres nødvendighed. Det afgørende middel hertil repræsenteres af dialektikkens princip, som Hegel ser som funderet i selve den logiske bestemmelses natur. Derfor er han overbevist om, at alle kategorier "som et Totalitetssystem"  på denne måde er fuldt udledelige.
Logikken er opdelt i en "objektiv logik" - teorien om væren og essens - og en "subjektiv logik" - teorien om begreb.

## Væren

### Det værende som begyndelse
I en videnskabelig fremstilling er vi nødt til at begynde et sted. Men spørgsmålet er dog hvilket sted man må begynde, da man ikke bare uden videre kan begynde et hvilket som helst sted. Begynder man det forkerte sted, vil det følgelig lede til forkerte slutninger, så selve begyndelsen er uhyre vigtig, og helt essentiel for den videre undersøgelses gyldighed. Man er nødt til at begynde med noget forudsætningsløst for at kunne være troværdig. Man kan således ikke begynde med noget værende, da man således allerede fra starten har forudsat noget – nemlig forudsat dette værende der er startpunktet uden at man kender til dets gyldighed. Men hvor man ikke kan starte med noget værende, må man med nødvendighed starte med det værende – da man uanset hvad er nødt til at starte med noget der er. Man kan altså ikke komme udenom, at uanset hvad man forudsætter, så må det være noget værende. Men hvis man starter med noget der er, har man allerede forudsat dette noget, så man er derfor nødt til at starte med begrebet om det værende – og da dette begreb må være uden indhold, altså uden forudsætninger, da følger det, at man må starte med den rene væren. Dette er ganske enkelt den nødvendige begyndelse.
Der er ikke noget denne rene væren er, for hvis den er noget, så er den ikke ren. Den kan følgelig ikke være noget. Dette vil sige, at væren er intet. Væren er simpelthen det samme som intet. Det skal her tydeligt understreges, at Hegel kun snakker om begrebslogiske forhold, hvorfor man ikke kan forstå dette ontologisk. I så fald vil man uundgåeligt misforstå hvad Hegel her forklarer. Man kan muligvis forklare det ved, at begrebet intet er indbygget i begrebet væren, således at så snart vi har tænkt begrebet væren, så har vi også tænkt begrebet intet. Vi forstår kun begrebet den rene væren hvis vi forstår begrebet intet, hvorfor det kan siges, at negationen er indbygget i det. De to begreber forudsætter hinanden. Begrebet væren udsiger altså med nødvendighed noget andet end det, som vi først tænkte i det – nemlig begrebet intet. Vi tænkte nemlig ikke 'intet' til at begynde med, men derimod 'væren', hvor vi dog indså, at vi ikke kunne gøre dette uden at tænke 'intet', hvorfor der derved er en bevægelse i begrebet væren. Noget opstår, når vi tænker det, og vi opdager, at der er tilblivelse.
Der er intet ontologisk i denne nævnte bevægelse, og der er derfor heller ingen tidsfølge i den nævnte tilblivelse. Det er ikke tilfældet, at begrebet 'intet' kommer ud af begrebet 'væren' i tid. De to begreber er identiske – den ene har ingen prioritet over den anden. De er indbyrdes betingede.

### Dasein
Tilblivelsen er værens forsvinden i intet og intets forsvinden i væren, samt af forsvindingen af væren og intet i det hele taget. Deres forsvinden betyder dog ikke, at de er tilintetgjorte, for som begreber er deres forskelle bevaret. 
Her opstår det begreb Hegel kalder Dasein. Dasein bliver muliggjort af, at negationen bliver en integreret del af begrebet væren. Det, som et begreb ikke er, er nemlig med nødvendighed indtænkt i det pågældende begreb, og det er derfor, at negationen er en integreret del af begrebet væren, da begrebet bliver bestemt af det der negerer det. Ethvert begreb er bestemt af det som det ikke er. Dette er en begrebsmæssig nødvendighed. Begrebet bliver med andre ord bestemt af det der negerer det, og her forekommer overgangen fra den rene væren, som er intet, til Dasein, som er en bestemt væren. Der er altså en overgang fra at være et intet til at være et noget. Dasein er således et værensbegreb der bliver skabt i den begrebsmæssige enhed mellem den rene væren og intet, for det er her negationen opstår. 
Så snart negationen bliver en integreret del af begrebet væren, (at begrebet 'væren' bliver negeret og begrænset med nødvendighed qua begrebet 'væren') da bliver begrebet 'væren' derved et noget der er forskellig fra det som det ikke er. Det bliver bestemt som noget i forhold til noget andet i kraft af negationen, som begrænser og negerer det. Begrebet væren (intet) bliver derved til Dasein (til noget), altså den bliver bestemt i og med, at den kun kan forstås som negation af begrebet intet og derved bliver bestemt i forhold til dette. Det er hvad der menes med, at Dasein er den bestemte væren. Men dette er ikke noget der sker – den rene væren går ikke over tilblivelse til den bestemte væren som en kronologisk følge, og der er derved ingen proces, men kun en begrebsmæssig nødvendighed. Det der får bestemmelse eksisterer lige så lidt forud for det der giver bestemmelsen, som den rette linje eksisterede før firkanten.

### Kvalitet
På grund af den nødvendighed, at alt er bestemt som et 'noget' der er forskellig fra 'noget andet', da opstår begrebet kvalitet – for et noget kan ikke være et noget uden kvalitet, og altså kun i kraft af sin kvalitet. Det er nemlig kvaliteten der gør noget til et noget. Kvalitet er også med nødvendighed både realitet og negation – det er et noget, en væren i sig selv (realitet), men også en væren for noget andet (negationen, da dette 'noget andet' negerer den). Hvis der intet andet var – hvis der ikke var en negation – ville den pågældende realitet heller ikke være. Uden negation ingen realitet. Og uden realitet ingen negation. Realitet og negation er altså betinget af hinanden. Det er dette Hegel kalder forandring – altså at et noget implicerer et andet noget for overhovedet at kunne være et noget, hvorfor det også med nødvendighed begrænser sig selv. Et bestemt noget er lige så meget et noget andet, som det rent faktisk er et noget, hvilket kan virke paradoksalt. Den er både identisk med sig selv og i konflikt med sig selv.
Der er to måder at forstå dette dialektiske forhold mellem 'noget' og 'noget andet' på – nemlig ved den slette uendelighed og den sande uendelighed. Ved den slette uendelighed tænker man, at ethvert 'noget' implicerer 'noget andet', og dette 'noget andet' er selv et 'noget', der implicerer et 'noget andet' og således kan man fortsætte i en endeløs række. Vi får med andre ord en uendelig række af disse negeringers negeringer, da man aldrig vil kunne nå til ende i kraft af, at der intet findes der er ubetinget, men alt er betinget af et andet i det uendelige. Den slette uendelighed indeholder den modsigelse i sig, at så snart man taler om et noget, da snakker man per definition om en begrænsning og noget endeligt, men ethvert noget er samtidigt også noget uendeligt, da det altid implicerer et andet, hvorved man får en uendelig række, der dog er afskåret fra nogensinde at være andet end endelig, altså at den, trods sin uendelighed, aldrig kan transcendere grænsen til det uendelige og derved er endelig, selvom den er uendelig. Det er en endeløs serie der dog aldrig når ud over det endelige. Den er med andre ord ikke hvad den bør være.
Med den sande uendelighed bliver modsigelsen ophævet. Her ser man, at dette 'noget andet' er identisk med det 'noget', som det er noget andet end, da negationen og begrænsningen ligger i selve begrebet, og med Hegels ord kan man sige, at vi har en negation af negationen, altså en selv-negation, en selv-relation og en selv-bestemmelse. Det er nævnt tidligere, at negationen netop ligger i begrebet, som en betingelse for begrebet, og dette betyder at ethvert 'noget' faktisk er det samme som 'noget andet'. Om dette skriver Hegel:
| „ | Det, der forandres er det Andet, det bliver til det Andet for noget Andet. Saaledes er Væren, men som Negationen af Negationen, genoprettet og er Forsigværen | “ |

Dette giver en lille idé om Hegels svært tilgængelige sprog, men også en idé om nogle af selve hovedforudsætningerne for hans tænkning, nemlig at noget altid er noget i forhold til noget andet, men dette andet ejer det i en vis forstand selv, eller, dette andet er i det selv, og altså er det en negation af negationen, da selve negationen bliver negeret af hvad der nødvendiggjorde negationen.

### Forsigværen
Men hvad er så dette Forsigværen (eller For-Sig-Væren), som Hegel snakker om i det ovenstående citat? Dette begreb fremkommer ved at man forstår dialektikken mellem 'noget' og 'noget andet' i kraft af den sande uendelighed. Der kan bemærkes en interessant ting her, nemlig at den sande uendelighed er foreningen mellem endelighed og uendelighed, og endda en enhed af disse, hvor vi igen ser det dialektiske i Hegels tænkning. Det endelige bliver en del af uendeligheden, og derfor forsvinder det endelige i en vis forstand egentlig også, hvilket retfærdiggør navnet 'den sande uendelighed' snarere end det skulle være 'den sande endelighed'. For det er stadig en uendelighed. Hegel mente nemlig, at alt måtte forstås i forhold til det universelle, altså at endelighed må forstås i lyset af uendeligheden. Alt hvad vi støder på i det endelige, det kontingente, det der forgår, er udtryk for det universelle, det uendelige, og dette har ligeledes forbindelse med diskussionen om universalieproblemet eller striden om almenbegreberne. Hegel mente således i denne diskussion, at alt er udtryk for et universalie.
Ifølge Hegels ord er den sande uendelighed altså filosofiens grundbegreb, da alt må forstås i dennes lys. Og det er så her at For-Sig-Væren kommer ind i billedet som begreb, da man her indser, at der faktisk ikke findes et 'noget andet', da 'noget andet' altid er identisk med 'noget' (som nævnt i afsnittet om kvalitet), hvorfor vi også så negationen af negationen. Alle negationer er altså ophævet i begrebet For-Sig-Væren (på tysk kaldes dette Fürsichsein) og For-Sig-Væren bliver ligeledes udtryk for det ene – for siden den både indeholder 'noget' og 'noget andet' – både negationen og det der negeres – da kan der intet være uden for denne, og den indeholder altså alt. Den indeholder både et 'noget' og det nu ophævede 'noget andet', hvorfor den ophæver alle negationer og modsætninger, samtidig med at den stadig består af disse modsætninger. Siden den indeholder alt, da er den selvbestemt, da der med logisk nødvendighed intet kan være uden for den der kan bestemme den, men den er faktisk også i modstrid med sig selv, da disse indbyrdes modstridende begrebers forskelle stadig er bevaret. Ligesom hvad der blev beskrevet i afsnittet om kvalitet ovenfor er den både identisk med sig selv og i konflikt med sig selv. At forstå denne dialektik er selve nøglen til forståelse af Hegels tanker om logikken.
Siden 'det ene' er i strid med sig selv er det faktisk også en flerhed. Det ene er en flerhed –  det kan både forstås som enhed og som begrebsdualisme. Der forekommer dog her endnu en modsigelse – begrebet tiltrækning er et udtryk for identiteten mellem 'noget' og 'noget andet', og begrebet frastødning er udtryk for forskellen mellem disse. Men, som vi har set, er 'noget' identisk med 'noget andet' omend deres forskelle ikke forsvinder, hvilket vil sige, at begrebet tiltrækning og frastødning er det samme. Denne modsigelse bliver dog ophævet med kategorien kvantitet, som er det næste skridt i logikken.

### Kvantitet
For at forstå kvantitet skal der atter huskes begrebet Dasein, som er beskrevet ovenfor. Dasein er jo den bestemte væren, altså et begreb der er udtryk for at negationen bliver en del af begrebet væren, og at begrebet væren derved bestemmer sig selv. Gennem Dasein fik vi begrebet kvalitet, da en kvalitet netop fremkommer så snart noget bliver bestemt, altså at det rent faktisk bliver noget i forhold til noget andet (som har en anden kvalitet). Kvaliteten afgør altså forskellene mellem 'noget' og 'noget andet'.
Vi ser dog nu, at foruden at Dasein er bestemt ved at have kvalitet, er den også bestemt ved at have kvantitet. Der er stor forskel på disse to – kvalitet er i en forstand tingenes 'hvad', og ændrer du kvaliteten da ændrer du hvad tingen er. Derimod bliver tingen ikke noget andet, hvis du ændrer dens kvantitet, da kvantiteten blot er tingens 'hvor meget'. Du kan gøre en sten større eller mindre, og den vil stadig vedblive med at være en sten, men ændrer du dens kvalitet, så det f.eks. har kvalitet af jord, så er det jo noget helt andet. Kvaliteten er altså selvbestemt, da den er tingen, hvorimod kvantiteten er bestemt udefra og er altså ikke selvbestemt.
Der er to former for kvantitet – den rene kvantitet og den bestemte kvantitet. Den rene kvantitet er f.eks. når man taler om et ubestemmeligt rum, rummet som sådan, og den bestemte kvantitet er, når man angiver et bestemmeligt rum, hvilket f.eks. kan beskrives ved, at man angiver et rum med bestemte mål. Kvantitet behøver dog ikke blot at være angivet som rum. Dette er blot det eksempel der her er valgt. Kvantitet er jo en tings 'hvor meget' så det kan også være et antal, som det kan være en størrelse. At sige 'menneskene' er derved et ubestemmeligt antal, og derved den rene kvantitet, men at sige 'hundrede mennesker' er et bestemmeligt antal, og derved den bestemte kvantitet. Den bestemte kvantitet kaldes ligeledes et kvantum. Et kvantum er en størrelse der altid er bestemt, og ikke er ubestemmelig. Da et kvantum altid har en størrelse, qua bestemmelig, er den følgelig begrænset, og dens begrænsning ville da kunne udtrykkes med et tal, hvilket er grunden til at begrebet tal altid hører ind under kategorien kvantum. Dette ses også i de tidligere eksempler – ved det bestemmelige rum må du kunne sætte tal på dets størrelse for at det kan være bestemt, og med det bestemte antal mennesker må du selvfølgelig også kunne give et præcist tal på dem, før de er bestemmelige. Ellers er det jo en ubestemmelig størrelse, og følgelig den rene kvantitet. Begrebet tal er simpelthen begrebslogisk knyttet til kategorien kvantum, men med tallet er der også to begrebslogiske tilknytninger – nemlig som antal og som enhed – hvilket er det samme som begreberne adskillelse og kontinuitet. 
Begrebet antal involverer begrebet adskillelse, fordi et antal er en sum af enheder, og altså noget der er adskilt fra enheden. Begrebet enhed involverer derimod begrebet kontinuitet, da en enhed per definition er kontinuitiv i kraft af at være enhed, altså at være det ikke-adskilte, som det adskilte (antallet) er adskilt fra.

### Adskillelsesbegrebet og kontinuitetsbegrebet
Adskillelsesbegrebet og kontinuitetsbegrebet hører uadskilleligt sammen – de er indbyrdes betingede med begrebslogisk nødvendighed. Man kan anvende begge begreber på enhver størrelse. 
Kontinuitet forudsætter adskillelse – Grunden til, at kontinuitet forudsætter adskillelse er, at der simpelthen ikke kan tales om kontinuitet uden at der tales om adskillelse. For med kontinuitet menes der 'noget, der forudsætter uden ophør', men for at dette skal skal have mening må der være et 'noget' der er adskilt fra 'noget andet'. Uden denne adskillelse ville der følgelig ikke kunne tales om et 'noget' og ligeledes heller ikke et 'noget, der fortsætter uden ophør'. Og således ville der heller ikke være nogen kontinuitet.
Adskillelse forudsætter kontinuitet – Grunden til dette er, at man ikke kan tale om adskillelse uden den forudsætning, at der er noget der ikke er adskilt. For det adskilte må altid være adskilt fra noget. Hvis det adskilte ikke er adskilt fra noget kan det slet ikke være adskilt, og derved forudsætter det adskilte det ikke-adskilte. Nu er det ikke-adskilte så det samme som kontinuitet, da det ikke-adskilte fortsætter uden ophør, og derfor forudsætter adskillelse kontinuitet.

## Væsen
Hvad der karakteriserede værenskategorierne var deres umiddelbarhed. Med umiddelbarhed menes, at de ikke er afledte af hinanden, og at de derfor ikke er formidlede. Indtil videre har vi set, at begreberne med logisk nødvendighed har impliceret hinanden, men nu hvor vi er nået til kategorien kvantitet er vi pludselig ovre i det formidlede. Forbindelsen mellem kvalitet og kvantitet er nemlig formidlet, det er ikke en umiddelbar erkendelse, for der lader ikke til at være en nødvendig forbindelse med dem grundet deres forskelle (en ændring af kvantitet forandrer ikke tingen selv, hvorimod en ændring af kvalitet netop forandrer tingen til at være noget andet). Ved en nærmere analyse opdagede vi dog, at kvalitet og kvantitet, trods deres forskelle, hænger sammen i kraft af et fælles substrat. Men forbindelsen er nu formidlet, og derved skifter kategorierne karakter, og vi er nu ovre i væsenskategorierne.
Væsen er begrebet værens sandhed. Dette kan illustreres gennem forholdet mellem årsag og virkning. I en forstand er bevægelsen fra årsag til virkning en bevægelse fra intet til intet, da en årsag selvfølgelig ikke er en årsag uden at der er en virkning (for hvad er den ellers en årsag til?), så før virkningen er til stede er årsagen et intet. Den kan ganske enkelt ikke være en årsag uden en virkning. Det samme gælder med virkningen – den er ligeledes et intet før der er en årsag der derved kan være betingelsen for, at virkningen kan være en virkning. Indtil da er den et intet. Hvis der ingen årsag er, hvad er en virkning da en virkning af? Det er simpelthen begrebslogisk sandt, at en virkning ikke kan være en virkning uden at være bevirket. Så snart denne bevægelse fra intet til intet er fuldført (og tilblivelsen af kategorien ligeledes bliver fuldført) bliver årsag og virkning netop det som er er: nemlig årsag og virkning. Altså det vender tilbage til væren. Det vender tilbage til hvad det er. Det er dette der menes med, at væsen er værens sandhed. Ordet 'bevægelse' må selvfølgelig ikke forstås som vi normalt gør det, men forstås i lyset af, at Hegel gennem hele sin logik blot snakker om begrebslogiske sandheder.
Begrebet væsen har flere hovedafdelinger. Den første af dem er væsen som eksisterende grund, og denne har ligeledes underafdelinger. Disse er:
- a) De rene refleksionsbestemmelser

- 1) Identitet
- 2) Forskel
- 3) Grund

- b) Eksistens
- c) Tingen

Det ses også af ovenstående skema, at de rene refleksionsbestemmelser også har tre underafdelinger, nemlig identitet, forskel og grund. Vi vil i det følgende gennemgå alle disse underafdelinger.

### Identitet
Væren er jo det umiddelbare, mens væsen er den ophævede umiddelbarhed (hvilket vi så i eksemplet om årsag og virkning), så der er stor forskel på disse to. Siden væsen er værens sandhed, da kan væren jo ikke være sandheden, og derfor kalder Hegel den et skin. Væsen er sandheden, mens væren ikke er det (her menes der selvfølgelig væren i sig selv, hvor den ophævede væren netop ikke er vendt tilbage). Væsen er dog, i kraft af at den er ophævet væren, vendt tilbage til den umiddelbare væren, som var et skin, hvor vi derfor ser, at væsen og skin faktisk forenes og er indbyrdes betingede. Der er således en enhed af det sande og det usande. Det væsentlige forudsætter altså det uvæsentlige, og her ser vi atter et dialektisk forhold, som går igen mange gange i Hegels logik. Men dette skin (den umiddelbare væren) kunne kun være det usande i og med, at den var adskilt fra væsen, der var det sande. Den blev faktisk udelukkende bestemt som usand i kraft af, at væsen var det sande. Så nu hvor væsen og skin er forenede, kan dette skin nu umuligt være det usande længere, men beskrives derimod af Hegel som den måde at væsen viser sig på. Skin er simpelthen den måde væsen viser sig på. Skin er jo det uvæsentlige, da det ikke er væsen, og væsen er det væsentlige, og derved ser vi, at der ingen forskel er på det væsentlige og det uvæsentlige, hvorfor man også kan sige, at skin er den ophævede værens ansigt. Der er simpelthen identitet mellem dem.
Identitet er simpelthen en væsenskategori, fordi væsen med nødvendighed forudsætter dette begreb, da der er identitet mellem væsen selv og den umiddelbare væren (dette Hegel kalder et skin). Gennem denne erkendelse ser vi rigtigheden af denne underafdeling.
Inden vi går videre til at forklare hvorfor den næste underkategori er en væsenskategori, skal det bemærkes, at denne før nævnte identitet ikke blot indeholder forskelle, men består af forskelle. Identiteten mellem den umiddelbare væren og den formidlede, samt ophævede væren, er en identitet der består af forskelle. Hvad mener Hegel med dette? Det har betydning, da identiteten ellers ville blive en tom, formel eller abstrakt identitet, hvis den netop ikke bestod af forskelle. Den ville derved blive en tautologi, hvilket er hvad der menes med at den ville være tom, og det ville være det samme som at sige, at "en kat er en kat" eller "A = A", hvilket selvsagt er et ganske ubrugeligt udsagn, der ikke udvider vor erkendelse på nogen måde.

### Forskel
Den næste underafdeling – forskel – er et begreb vi finder igennem begrebet identitet. Det ses nemlig nu, ifølge Hegels tanker om den logiske nødvendighed, at identitet er selvbestemt i og med, at den er en enhed af både det væsentlige og det uvæsentlige. Der kan således ikke være noget udenfor den der bestemmer den, da den så at sige indeholder begge modpoler. Men netop på grund af dette, så er den også en negation af sig selv, da den jo er en enhed af to modstridende begreber. Der er altså en forskel og vi støder altså med logisk nødvendighed på dette begreb. Ligeså må begrebet identitet medføre, at der er noget den er identisk med, hvorfor der også må være en forskel. Det kan lyde lidt sært, at man siger, at før to ting kan være identiske, må de også være forskellige. Som et forklarende eksempel kunne tages, at man vandrer ad stranden og finder to helt identiske sten. Der er ingen forskel på dem overhovedet. Men til trods for dette, er de jo også to sten. Dette er simpelthen en nødvendighed for, at man kan kalde dem identiske, for det ville være meningsløst at hævde, at noget er identisk med sig selv. Dette ville atter være en tautologi, og som at sige A = A. Hvad begrebet identitet betegner er dog snarere A = B. For at begrebet identitet giver mening, da forudsætter den med begrebslogisk nødvendighed begrebet forskel. Jeg kan ligeledes have to identiske sokker på (for nu at tage endnu et eksempel fra hverdagen) men der er dog stadig forskel på dem. Begrebet identitet kommer jo af, at man sammenligner noget og derved kalder det sammenlignede for identisk, men uden forskel er der simpelthen intet sammenligningsgrundlag og identitet ville ikke være en begrebslogisk mulighed.

### Grund
Vi så før, at gennem begrebet væsen fik vi begrebet identitet, og at vi således af begrebet identitet fik begrebet forskel. Det sidste begreb under de rene refleksionsbestemmelser – nemlig grund – får vi så gennem enheden af identitet og forskel. Men ikke blot enheden af dem. Faktisk får vi begrebet grund lige så meget gennem forskellen mellem identitet og forskel, som at vi får det gennem enheden. 
Der er identitet mellem identitet og forskel, som vi indså i det før beskrevne, og denne nye identitet kalder Hegel for grund. Begrebet identitet betegner altså identiteten mellem væsen og skin, hvor begrebet grund betegner identiteten mellem identitet og forskel.
Hvad Hegel mener med grund er det samme som hvad Leibniz mener med sit princip om den tilstrækkelige grund. Hvad dette princip indebærer kan beskrives med dette citat:
| „ | Princippet om den tilstrækkelige grund udtrykkes logisk som en omvending af kontradiktionsprincippet: At enhver analytisk dom er sand (identitetsprincippet) må omvendt også betyde, at enhver sand dom er analytisk. Eller sagt på en anden måde: Identitetsprincippet siger, at enhver dom, hvor prædikatet er indeholdt i subjektet, er sand. Den tilstrækkelige grunds princip siger da omvendt, at en dom kun er sand, for så vidt som det kan vises, at prædikatet allerede er indeholdt i subjektet. Hvis dette for de såkaldte nødvendige sandheder er enten evident eller kan bevises gennem en finit analyse (f.eks. at en trekants vinkelsum er 180°), er det for de såkaldte faktiske sandheder, erfaringssandhederne (f.eks. at det er sandt, at subjektet Cæsar på et tidspunkt krydser floden Rubicon), kun på baggrund af en uendelig analyse, at den tilstrækkelige grund gives, fordi begivenheden er indskrevet i en uendelig årsagskæde. At bestemme den tilstrækkelige grund for en faktisk sandhed implicerer nødvendigvis, at enhver begivenhed i verden til enhver tid, på ethvert sted, impliceres i analysen af dommen. | “ |

En lettere beskrivelse af den tilstrækkelige grunds princip er, at det er en betingelse der alene resulterer i, at noget sker (hvis A, så B), hvorimod en nødvendig betingelse, er en, der kræves, men som ikke i sig selv er nok, for at noget sker (hvis A og C, så B). At A er en tilstrækkelig betingelse for B betyder, at hvis A er sand, er B sand. Derimod, at A er en nødvendig betingelse for B betyder, at kun hvis A er sand, er B sand.
Nu har vi altså gennemgået de nødvendige betingelser der leder til underafdelingerne af de rene refleksionsbestemmelser og har nu identitet, forskel og grund. Men begrebet grund medfører med nødvendighed to nye begreber:
- Explicandum – Det der skal begrundes.
- Explicans – Det der begrunder det der skal begrundes.

Disse to begreber har relevans, når man skal forstå Hegel, når han skelner mellem den formelle grund og den reale grund. Nemlig således:
- Den formelle grund – Når der er indholdsidentitet mellem explicandum og explicans.
- Den reale grund – Når der ikke er indholdsidentitet mellem explicandum og explicans, og at de altså har forskelligt indhold.

Den formelle grund er således indholdsløs, da den jo et et slags A = A, hvorimod den reale grund (A = B) rent faktisk henviser til fænomener og kan udsige noget om dem. Den formelle grund henviser ikke til nye fænomener, og er derved tom. Den er en tautologi. Her bevæger Hegel sig således ud i et velkendt erkendelsesteoretisk problem, som også har stor sammenhæng til hvad David Hume og Immanuel Kant arbejdede med. Den formelle grund har karakter af nødvendighed, men er tom, og den reale grund har ikke karakter af nødvendighed, men har derimod empirisk fylde. Hvordan disse forenes er et velkendt spørgsmål indenfor denne debat.
På dette punkt i logikken nævner Hegel, at naturen er verdens grund. Med naturen mener han naturlovene, til forskel fra fænomenerne, og han mener altså, at naturlovene er verdens ubetingede grund. Men selvom naturlovene er verdens grund, er de ikke verdens årsag, for naturlovene kan ikke fremkalde fænomenerne, men udelukkende være en betingelse for dem. Dette kan virke forvirrende, for man skulle da kunne tro, at der kunne findes andre verdener med andre naturlove, da vi jo har erkendt lovene gennem empiriske undersøgelser, hvorfor det virker mærkeligt at gøre dem til en nødvendig betingelse for alt. Men det hænger sammen med, at det er en sprognødvendig sandhed, at det må være sådan. Hvis man f.eks. slipper et objekt og det ikke falder efter naturens love, men blot bliver i luften, da ville vi ikke kunne kalde den et objekt, da betegnelsen objekt er et begreb fra fysikken som atter er implicerer af naturens love. Alt falder ind under vores kategorier.

### Eksistens
Den næste væsenskategori – eksistens – er således foreningen af grund og det begrundede, og altså foreningen af naturlovene og de fænomener som naturlovene virker på. Så snart der er en grund og noget, som grunden virker på, har vi eksistens. Dette virker egentlig ganske logisk, da en naturlov i sig selv ikke ville kunne betegnes som eksistens, samt at der ingen fænomener kan være uden naturlovenes indvirken. Eksistens er dog også et begreb der der i konflikt med sig selv. Lad os tage en eksisterende ting som eksempel, hvor vi her hiver fat i et meget diskuteret filosofisk spørgsmål. Er en ting lig sine egenskaber, eller er den en ting i sig selv? Man kan ikke sige, at en ting er lig dens egenskaber; en ting har diverse egenskaber, men de egenskaber kan umuligt være denne ting. Men hvis en ting er en ting i sig selv, hvordan skal man da forstå dette, når den er egenskabsløs? En ting i sig selv bliver på mange måder et tomt og meningsløst begreb, da man intet ville kunne sige om det, mens man stadig påstår dets eksistens. Der har længe været strid i filosofihistorien om en ting kendetegnes ved dets egenskaber, hvilket man kan beskrive men som altid forandrer sig, eller som substans, hvilket ikke kan beskrives men er uforanderligt. Hegel pointerer dog her, at begge dele er tilfældet, da en ting er foreningen af uafhængighed og afhængighed. En ting er nemlig en individuel ting, hvor således er eksisterende i sig selv, men den har også egenskaber, og det er gennem egenskaberne, at den er relateret til andre ting og altså er eksisterende i kraft af noget andet. Tingsbegrebet er altså både selv-bestemt og bestemt af noget andet. Det ene begreb er lige så nødvendigt som det andet, hvorfor tingsbegrebet er i konflikt med sig selv, da den nødvendigvis må indeholde disse modsætninger. Enhver eksisterende ting er altså en enhed af forskel og identitet. Eller, som Hegel siger det, af refleksion-i-sig (Reflexion-in-sich) og refleksion-i-andet (Reflexion-in-Anderes).

## Kritik

### Søren Kierkegaard
Hegels filosofi var den dominerende på Kierkegaards tid, så meget af hans egen filosofi er stærkt præget af Hegels tænkning. For eksempel ses dette tydeligt i afsnittet de umiddelbare erotiske stadier af Enten - Eller, hvor Kierkegaard laver en analyse af Mozarts Don Juan gennem Hegels æstetik. Endvidere er meget af Kierkegaards sprog præget af Hegels tænkning, men i Enten - Eller kommer han ligeledes med en kritik af Hegels tanker om at ophæve modsætningerne. Hegel hævdede jo at have ophævet modsætningernes grundsætning, hvor modsætningerne ophæver hinanden og opfattede alt som dialektisk, hvor det er indbyrdes betinget og ikke modstridende. Kierkegaard mente, at dette var en forveksling af to sfærer – tankens og frihedens – da modsætningerne netop består i valget (og er således et vigtigt spørgsmål i sammenhæng med det etiske stadie i Kierkegaards tankeunivers). Herom skriver Kierkegaard, gennem pseudonymet Assessor Vilhelm, i Enten - Eller:
| „ | Jeg antager nu, at Philosopherne har Ret, at Modsigelsens Grundsætning virkelig er hævet, eller at Philosopherne i ethvert Øieblik hæve den i den høiere Eenhed, der er for Tanken. Dette kan jo dog ikke gjelde om den tilkommende Tid; thi Modsætningerne maae jo dog først have været der, førend jeg kan mediere dem. (...) Philosophien medierer det Forbigangne og er i dette, Philosophien haster i den Grad ind i Fortiden, at, som en Digter siger om an Antiqvar, kun hans Kjoleskøder ere blevne tilbage i Nutiden. (...) For Philosophien er Verdenshistorien afsluttet, og han medierer. Derfor hører det ulystelige Syn til Dagens Orden i vor Tid, at see unge Mennesker, der kunne mediere Christendom og Hedenskab, der kunne lege med Historiens titaniske Kræfter, og som ikke kunne sige et eenfoldigt Menneske, hvad han har at gjøre her i Livet, og som heller ikke vide, hvad de selv have at gjøre. (...) Dette er Vanskeligheden; dog troer jeg, at den for en Deel ligger deri, at man forvexler to Sphærer med hinanden, Tænkningens og Frihedens. For Tanken bestaae Modsætningen ikke, den gaar over i det Andet og derpaa sammen i en høiere Eenhed. For Friheden bestaar Modsætningen; thi den udelukker den. | “ |

For Kierkegaard var der simpelthen modsætninger i livet der ikke kunne medieres eller ophæves, men modsætninger som man måtte vælge imellem – et Enten-Eller – og dette viser hans eksistentialistiske udgangspunkt, da det store i livet for ham er, at vælge sig selv, og derved træde i eksistens som sig selv. Som det fremgår af citatet ovenfor er Kierkegaard også kritisk overfor Hegels forsøg på at ophæve kristendommen i filosofien. Herom skriver han, ligeledes i i Enten - Eller:
| „ | Philosophie og Christendom lade sig dog aldrig forene. | “ |